# Manettia sublanata
Manettia sublanata är en måreväxtart som beskrevs av Herbert Fuller Wernham. Manettia sublanata ingår i släktet Manettia och familjen måreväxter.
Artens utbredningsområde är Paraguay. Inga underarter finns listade i Catalogue of Life.